# Red Bull RB2
Chronologie des modèles (2006)
Red Bull RB1 Red Bull RB3
La Red Bull RB2 est une monoplace de Formule 1 de l'écurie Red Bull Racing, engagée aux mains de David Coulthard et Christian Klien durant la saison 2006.

## Historique
L'arrivée de Dietrich Mateschitz en Formule 1 en tant que patron de deux écuries ne passe pas inaperçue d'autant que, non content d'annoncer son envie de gagner, la première saison des Red Bull RB1 ex-Jaguar Racing du milliardaire autrichien, prouve que cette ambition est réalisable. Un an plus tard, la structure autrichienne s'est renforcée via un contrat de motorisation avec Ferrari et l'arrivée du directeur technique de McLaren, Adrian Newey qui n'a pas eu cependant le temps de s'occuper de la RB2. Présentée tôt dans la saison, la nouvelle monoplace déçoit par sa fiabilité médiocre et ses performances en deçà de la concurrence.
Lors du premier Grand Prix de la saison, à Bahreïn, Coulthard est douzième de la séance qualificative quand son coéquipier hisse sa voiture au huitième rang, place à laquelle il termine à l'issue d'une course âpre marquée par le duel entre Michael Schumacher et Fernando Alonso. Pour l'Écossais, la course est plus anonyme puisqu'il pointe au dixième rang lorsque son moteur Ferrari casse, grévant ses chances pour la course suivante, en Malaisie.
Klien se qualifie une deuxième fois en huitième position quand Coulthard s'élance du dix-neuvième rang. La course se solde par un double abandon. En Australie, aucune RB2 ne prend part à la dernière phase des qualifications, Coulthard obtenant le douzième temps et Klien le quatorzième. Après la rétrogradation de Jacques Villeneuve pour changement de moteur, ils gagnent tous deux une place. Klien termine contre un mur au cinquième tour après un contact avec Felipe Massa au premier tour et Coulthard est devancé par la Toro Rosso de Scott Speed dont la pénalisation sur tapis vert pour dépassement sous drapeau jaune permet à Coulthard de marquer un point.
Durant la trêve de trois semaines entre les Grands Prix d'Australie et de Saint-Marin, Dietrich Mateschitz laisse entendre que son pilote autrichien pourrait ne pas finir la saison en raison de son manque de résultats ; au Grand Prix de Saint-Marin, Klien n'est que dix-septième des qualifications, à une seconde et demie de son équipier et les deux voitures abandonnent au deuxième tiers de la course.
Au Grand Prix d'Europe, les RB2, moyennes en qualifications, deviennent mauvaises en course. Coulthard percute la Toro Rosso STR1 de Vitantonio Liuzzi dès le premier virage et abandonne un tour plus tard tandis que Klien abandonne sur un problème de transmission alors qu'il était quatorzième. Le scénario se répète en Espagne où Coulthard fracasse sa voiture contre un mur lors des qualifications et achève sa course quatorzième, derrière son équipier. Après les six premiers Grands Prix de la saison, Red Bull compte deux points et occupe la huitième place du championnat constructeurs, loin de ses 14 points et de sa sixième place au même stade la saison précédente.
Le Grand Prix de Monaco apporte une éclaircie puisque, à la faveur d'événements de course parfaitement gérés, Klien devance Coulthard à quelques tours de l'arrivée pour la troisième marche du podium ; sa RB2 ne tient pas jusqu'au bout de la course et Coulthard hérite du deuxième accessit et obtient le premier podium de Red Bull, alors que les RB2 ne réalisent que les dix-neuvième et vingtième meilleurs tours en course. Sponsorisé par le film Superman Returns, Coulthard se présente sur le podium vêtu d'une cape rouge.
À Silverstone, Coulthard termine douzième et Klien quatorzième au terme d'une course calme, marquée par la domination totale de Fernando Alonso et de sa Renault R26. Quelques autres points sont marqués lors de la tournée américaine (huitième et septième place de Coulthard au Canada et aux États-Unis) ainsi qu'en Allemagne (Klien huitième, son dernier point en Formule 1) et en Hongrie (cinquième place de Coulthard, profitant notamment des abandons des Renault, de Kimi Räikkönen, et de Michael Schumacher.
L'écurie conserve sa septième place mais n'a inscrit que 16 points, deux fois moins qu'en 2005.

## Résultats en championnat du monde de Formule 1

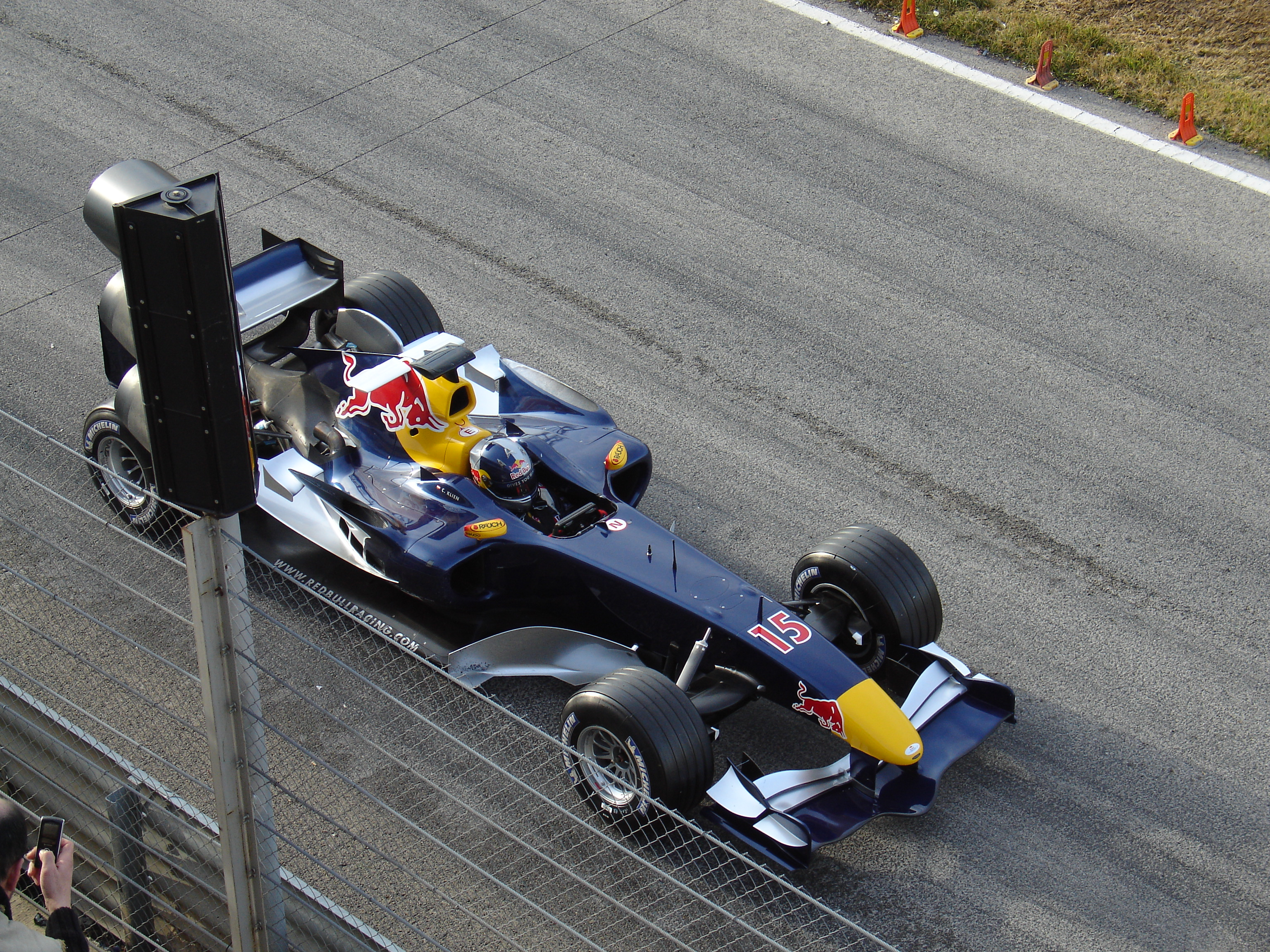
Christian Klien en essais hivernaux au volant de la Red Bull RB2

| Saison | Écurie          | Moteur     | Pneus    | Pilotes         | Courses | Courses | Courses | Courses | Courses | Courses | Courses | Courses | Courses | Courses | Courses | Courses | Courses | Courses | Courses | Courses | Courses | Courses | Points inscrits | Classement |
| Saison | Écurie          | Moteur     | Pneus    | Pilotes         | 1       | 2       | 3       | 4       | 5       | 6       | 7       | 8       | 9       | 10      | 11      | 12      | 13      | 14      | 15      | 16      | 17      | 18      | Points inscrits | Classement |
| ------ | --------------- | ---------- | -------- | --------------- | ------- | ------- | ------- | ------- | ------- | ------- | ------- | ------- | ------- | ------- | ------- | ------- | ------- | ------- | ------- | ------- | ------- | ------- | --------------- | ---------- |
| 2006   | Red Bull Racing | Ferrari V8 | Michelin |                 | BAH     | MAL     | AUS     | SMR     | EUR     | ESP     | MON     | GBR     | CAN     | USA     | FRA     | ALL     | HON     | TUR     | ITA     | CHI     | JAP     | BRÉ     | 16              | 7e         |
| 2006   | Red Bull Racing | Ferrari V8 | Michelin | David Coulthard | 10e     | Abd     | 8e      | Abd     | Abd     | 14e     | 3e      | 12e     | 8e      | 7e      | 9e      | 11e     | 5e      | 15e     | 12e     | 9e      | Abd     | Abd     | 16              | 7e         |
| 2006   | Red Bull Racing | Ferrari V8 | Michelin | Christian Klien | 8e      | Abd     | Abd     | Abd     | Abd     | 13e     | Abd     | 14e     | 11e     | Abd     | 12e     | 8e      | Abd     | 11e     | 11e     |         |         |         | 16              | 7e         |
| 2006   | Red Bull Racing | Ferrari V8 | Michelin | Robert Doornbos |         |         |         |         |         |         |         |         |         |         |         |         |         |         |         | 12e     | 13e     | 12e     | 16              | 7e         |

Légende : ici 